# Lixus pulverulentus
Lixus pulverulentus (Scopoli, 1763) è un coleottero della famiglia Curculionidae diffuso nell'area mediterranea.

## Descrizione

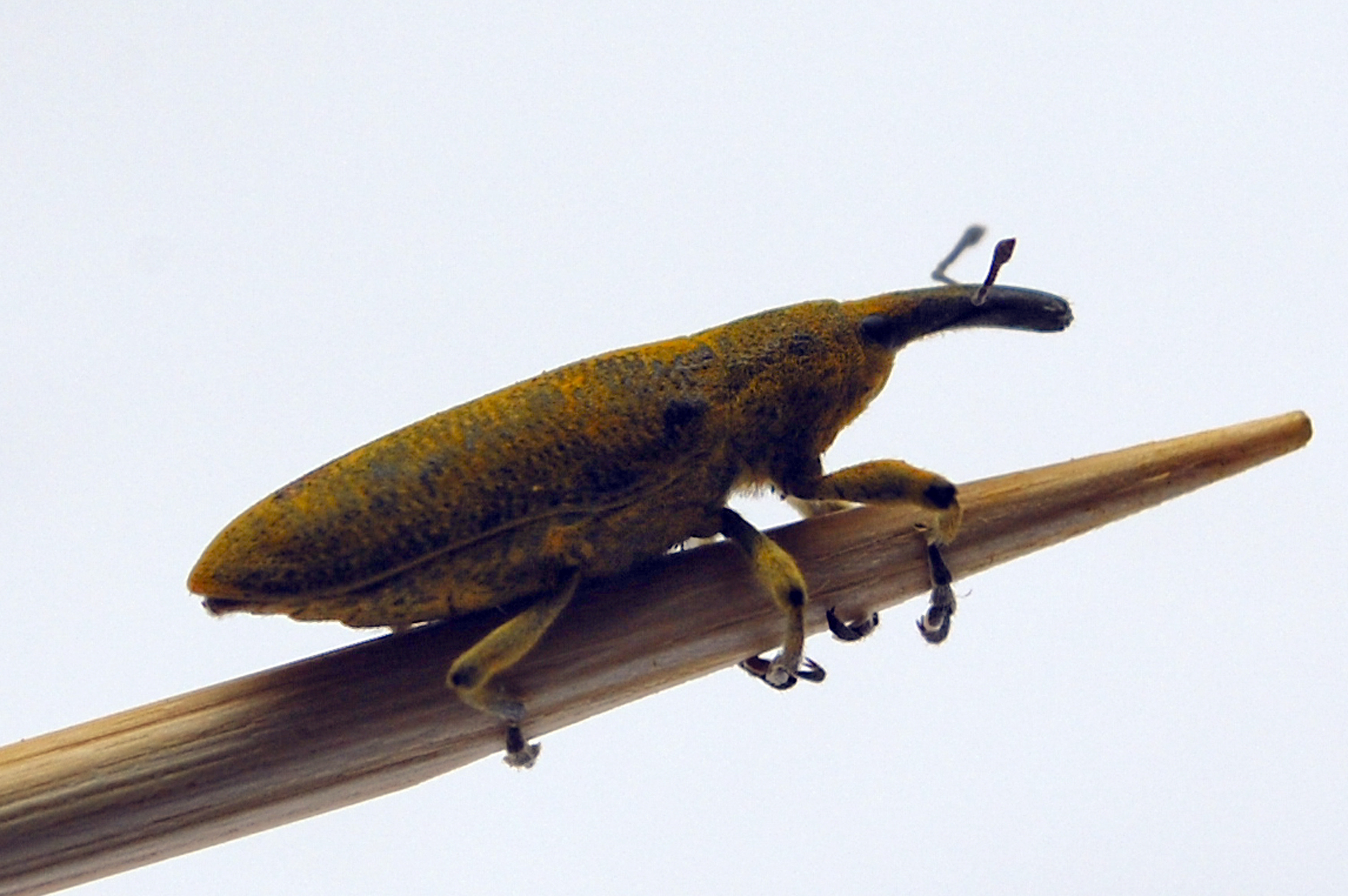

È un curculionide lungo da 11 a 16 mm, con colorazione di fondo di elitre e pronoto bruno-nerastra, ricoperta da una sottile pubescenza di colore giallo senape; il rostro è arcuato, cilindrico, leggermente panciuto a livello dell'inserzione delle antenne, più lungo (sino a metà del prototorace) nelle femmine.

## Biologia
È un insetto fitofago. Sia gli adulti che le larve si nutrono a spese di diverse specie di Asteraceae (soprattutto cardi) e Malvaceae. Tra le specie su cui vivono le larve vi sono Malva sylvestris e Alcea rosea, mentre l'adulto è segnalato oltreché su Malva sylvestris anche su Cirsium palustre, Cirsium arvense, Centaurea nigra e Silybum marianum.
È stato segnalato anche nelle coltivazioni di fave (Vicia faba - Fabaceae).

## Distribuzione e habitat
La specie è diffusa in tutto il bacino del Mediterraneo, dall'Europa al Nord Africa al Medio Oriente, nonché sulle coste atlantiche del Marocco e della penisola iberica e nelle isole Canarie.